# عهد (قانون)

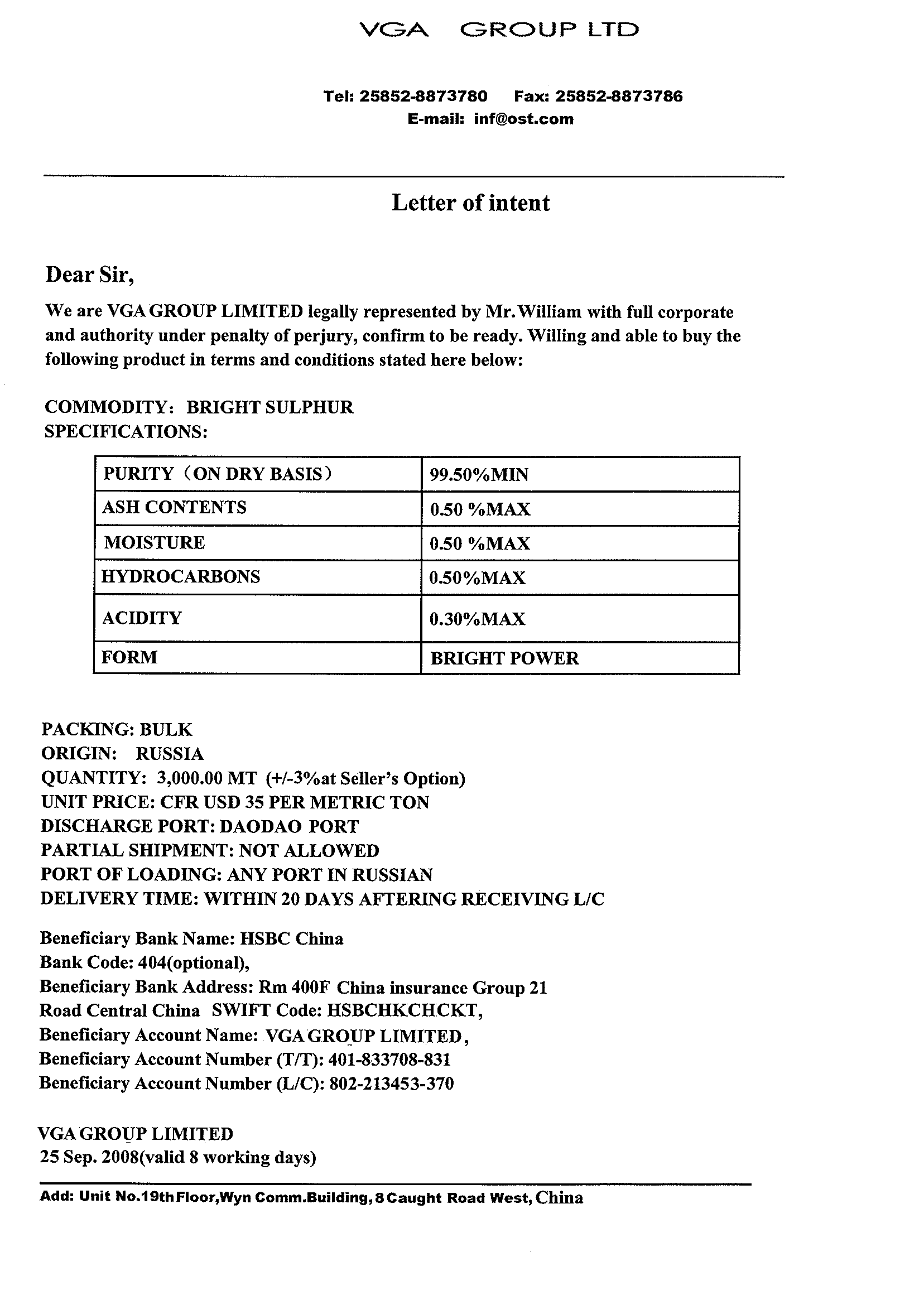

العهد بمعناه الأكثر عمومية والمعنى التاريخي، هو وعد رسمي للانخراط في عمل محدد أو الامتناع عنه. بموجب القانون العام الإنجليزي التاريخي، تم تمييز العهد عن العقد العادي بوجود ختم . لأن وجود الختم يشير إلى إهداء غير عادي في الوعود التي قطعت في العهد، فإن القانون العام سوف يفرض العهد حتى في غياب الاعتبار. في قانون العقود بالولايات المتحدة ، يُفترض <i id="mwDA">عهد</i> ضمني بحسن نية.
العهد هو نوع من الاتفاق يشبه الشرط التعاقدي. يقدم العاهد وعدًا للمعهود إليه بالقيام به أو عدم القيام بأي إجراء (ويُسمى العهد السلبي). في قانون الملكية العقارية، يعني المصطلح الحقيقي «العهود الحقيقية» الشروط المرتبطة بملكية الأرض أو استخدامها.
العهود التي تجري للحصول على سندات الملكية هي العهود التي تأتي مع الفعل أو سند الملكية ، حيث يقوم مانح الملكية بتقديم ضمانات معينة إلى المستفيد. تسمى البنود غير المنافسة في الولايات المتحدة أيضًا العهود التقييدية.

## الحواشي
1. ↑  Covenant. From the 'Lectric Law Library's Lexicon. نسخة محفوظة 14 يونيو 2018 على موقع واي باك مشين.
2. ↑  Lucas D. (2004). "There is a Porn Store in Mr. Roger's Neighborhood: Will You Be Their Neighbor? How to Apply Residential Use Restrictive Covenants to Modern Home Businesses". Campbell Law Review. نسخة محفوظة 19 ديسمبر 2016 على موقع واي باك مشين.
3. ↑  Covenant. (2008). West's Encyclopedia of American Law, edition 2. Retrieved August 7, 2009, from http://legal-dictionary.thefreedictionary.com/Covenant. نسخة محفوظة 22 مارس 2021 على موقع واي باك مشين.